# 암레토 베스파
임레토 베스파(Amleto Vespa, 1884년 4월 10일 ~ 1941년에서 1944년 사이)는 1922년부터 1940년까지 만주에서 일했던 이탈리아인 용병이자 비밀 요원으로, 처음에는 지역 군벌을 위해 일했고, 그 다음에는 일본 제국을 위해 일했다. 스스로를 파시스트이자 베니토 무솔리니의 추종자라고 자처했지만, 베스파는 1938년에 출판된 책에서 상당한 독설로 묘사한 만주국의 일본 행정에 대해 존경심을 표하지 않았다.

## 경력
베스파는 아브루초주 라퀼라에서 공무원 알레산드로 베스파와 교사 기네브라 콘체타 데 첼리스의 다섯 자녀 중 막내로 태어났다. 그의 초기 생애에 대해서는 그가 나중에 자서전에 쓴 내용 외에는 거의 알려져 있지 않다. 그는 자서전에서 자신이 1888년에 가난한 농부의 가족으로 태어나 1910년에 이탈리아 시골을 떠나 에밀리아노 사파타에 맞서 멕시코 혁명에 참전했으며, 동유럽에서 여러 정치적 음모에 연루되었고 폴란드인 백작부인과 결혼했다고 주장했다. 그는 또한 미국, 오스트레일리아, 프랑스령 인도차이나, 몽골을 광범위하게 여행했다고 주장했다. 그러나 그의 이탈리아 군 복무 기록은 그가 1884년에 라퀼라에서 태어났음을 보여주며, 멕시코 기록 보관소에는 마데로와 함께 최전선에 선 이탈리아인의 흔적이 없다. 그의 형제에게 보낸 편지에 따르면 그는 1908년에 이탈리아를 떠나 샌프란시스코로 갔고, 1911년에는 블라디보스토크로 여행하여 연합국 원정군 정보국에 합류했다.
 그는 블라디보스토크에서 아내 잔닌(줄여서 니나)을 만났는데, 그녀와 그녀의 어머니는 러시아 귀족으로서 1917년 혁명 이후 그곳으로 피난했다.
베스파와 그의 아내는 1920년에 중국 국경을 넘어 하얼빈시로 이주하여 1928년 장쭤린 암살 때까지 만주의 군벌을 위해 일했다. 톈진시의 이탈리아 영사관은 장쭤린을 대신하여 무기 밀수 및 마약 거래 혐의로 베스파에 대한 체포 및 추방 명령을 내렸다. 체포 및 추방을 피하기 위해 그는 1924년에 중국 시민권을 취득했다.
1931년 만주사변 이후 베스파는 일본 헌병대를 피해 하얼빈을 떠났다. 그의 가족은 붙잡혔지만 베스파가 "펑 사령관"이라는 이름으로 만주의 새로운 일본 통치자를 위해 일하기로 동의한 후 결국 풀려났다.

## 일본의 비밀 요원
오스트레일리아인 기자와의 협력을 통해 베스파는 1938년에 대중을 위한 선정적인 책인 "일본의 비밀 요원: 일본 제국주의 안내서"라는 제목으로 만주국에서의 삶에 대한 이야기를 출판했다. 베스파에 따르면, 그는 만주국 일본 비밀 정보국의 수장인 "일본 왕자"를 만나기 시작했으며, 그의 이름은 그에게 알려지지 않았다.  일본 상사들과의 대화에 따르면, 베스파는 일본이 만주국 식민지가 재정적으로 자립하기를 원했다고 보고했다. 베스파는 하얼빈의 유대인 공동체, 백계 러시아인 및 기타 외국인과 중국인 거주자 중 부유한 구성원에 대한 보고서를 작성하라는 지시를 받았다. 그는 또한 소련 정부가 운영하는 중국 동부 철도를 파괴하기 위해 도적떼를 모집하라는 지시를 받았다.
베스파는 일본이 중국 정복 비용을 지불하기 위해 도박, 성매매 및 아편에 대한 독점권을 폭력배에게 팔았다고 주장했다. 하얼빈에서만 베스파는 172개의 매춘소, 56개의 아편굴, 194개의 마약 판매점을 세었다. 그러나 상황은 혼란스러웠는데, 만주에는 종종 서로 다투는 5개의 개별적인 일본 보안 조직이 있었고, 개별 장교들은 일본 무기 대금으로 사용될 돈을 때때로 자신들이 챙겼기 때문이었다. 베스파는 다른 폭력배들에게 보호비를 팔고 독점 사업의 경쟁자들에 대항하여 갱단 습격을 조직했다.
베스파는 1932년 이후 아편 양귀비 재배 면적이 급증했으며, 1937년부터는 일본 제국 육군을 위한 군수품을 가장하여 중국으로 아편이 보내졌다고 언급했다. 일본군 분대가 없는 지역에서는 일본 영사관으로 선적물이 보내졌다. 일본 제국 해군 함선은 중국 해안을 따라 있는 도시로 마약을 운반했으며, 일본 순찰선도 중국의 주요 강에서 같은 일을 했다. 베스파는 이러한 선적물이 적군 병사들의 사기를 떨어뜨리고 전투 효과를 줄이기 위한 것이라고 추정했다.
베스파는 또한 많은 독점 사업이 한국계에게 주어졌다고 보고했다. 이러한 독점 사업에는 굴뚝 청소부와 만주국 국기 공급이 포함되었는데, 이는 현지 주민들에게서 돈을 갈취하려는 시도였다.

### 카스페 사건
베스파의 책은 시몬 카스페 납치 사건에 대한 세부 사항도 제공한다. 조셉 카스페는 하얼빈의 주요 호텔인 "모던 호텔"을 소유한 저명한 유대인 사업가였다. 그의 아들 시몬은 프랑스 시민이자 파리 (프랑스) 출신의 피아니스트로, 1933년 8월 23일 하얼빈을 방문하던 중 납치되었다. 직접적인 책임은 백계 러시아인 갱단에게 있다고 알려졌다. 외국 외교 압력으로 일본 당국이 납치범을 체포할 수밖에 없게 되자, 갱단은 시몬 카스페를 처형했다. 베스파는 1933년 11월 하얼빈 외곽에서 시몬 카스페의 훼손된 시체가 발견된 사실을 기록했다. 베스파는 이와 유사한 여러 다른 사건들을 기록했다.

### 리턴 위원회
베스파는 또한 일본 비밀 요원들이 리턴 위원회 위원들이 방문하는 동안 지역 주민들이 제기한 불만과 청원이 그들에게 도달하는 것을 막으라는 지시를 받았다고 보고했다. 그러나 이러한 모든 노력에도 불구하고 위원회는 비밀리에 많은 개인을 인터뷰할 수 있었고, 일본 당국에 항의하는 더 많은 서면 제출을 받았다.

### 말년과 죽음
이중 간첩 활동이 발각되자 베스파는 1936년에 상하이시로 피신했다. 그의 책은 1938년에 런던에서 출판되었고 매우 잘 팔렸다. 그는 1939년 4월 홍콩과 뉴욕 사이를 중국 시민으로 여행하며 데첼리스 베스파라는 이름으로 자신을 기자라고 칭했다. 1940년에 그는 일본 헌병대에 의해 상하이에서 미국 스파이 혐의로 투옥되었지만, 이탈리아인이자 일본 동맹국의 시민이었기 때문에 선고될 수 없었다. 1941년 12월 진주만 공격 이후 그의 가족과의 연락이 끊겼다.
아믈레토와 니나는 이탈로와 기네브라/제네비브 두 자녀를 두었다. 베스파가 사라진 후 그들은 미국으로 이주했다. 제네비브는 국제연맹에 통역사로 합류했고, 그의 아들은 항공 엔지니어가 되어 신분을 완전히 바꿨다.
전쟁 후 제네비브는 상하이 주재 이탈리아 대사관을 방문하여 아버지가 일본군에게 포로로 잡혀 중화민국이나 필리핀에서 처형되었다는 서류를 보게 되었다. 그러나 대부분의 기록 보관소와 함께 그 서류들은 얼마 후 대사관 내부에서 일어난 의문의 화재로 소실되었다.